# Andrej Štrus
Andrej Štrus (rojen 29.8.1976), socialni pedagog in teolog; nekdanji mladinski in študentski politik (študentski poslanec, pomočnik predsednika vlade ŠOU v Ljubljani) ter aktivist (med drugim ustanovil in razvil društvo Mladinsko informacijsko svetovalno središče in Študentski klub GROŠ Grosuplje); več let profesionalni šolnik v osnovnih in srednjih šolah v Sloveniji in Italiji; 2 mandata svetnik Slovenske konference Svetovnega slovenskega kongresa; nekdanji dolgoletni aktiven član NSi (član OO Grosuplje, predsednik RO Zahodna Dolenjska, član Sveta NSi); opravil staž v Evropskem parlamentu (pisarna prvega predsednika samostojne slovenske vlade MEP Lojzeta Peterleta); opravil enoletno pastoralno usposabljanje v Frankfurtu (2017-18); organizator številnih kulturnih dogodkov (koncerti z glasbeniki in pevci iz Slovenije in tujine, razstave, dnevi oz. večeri literature, predavanja in pogovori o mladih, politiki, religiji, slovenstvu, izseljenstvu; organiziral Drago mladih 2010; marca 2014 v Grosupljem organiziral obisk pisatelja Borisa Pahorja); skoraj deset let prostovoljec na CSD Grosuplje (delo z mladino z učnimi in vzgojnimi težavami); nekdanji član Izvršnega odbora in Odbora za mednarodno sodelovanje društva SKAM (Skupnost katoliške mladine); multiinstrumentalist, muziciral v zasedbah Grm, Pihalna godba Grosuplje, Big Band Grosuplje, Komorna zasedba Franca Korbarja, Kreuztaler Quintet, Mana, Life-Teen, Nova zapoved, Stična band, band mjuzikla Joshua, evropski band skupnosti Emanuel. Deloval tudi kot studijski basist. Trikrat nastopil na festivalu Stična mladih in dvakrat na festivalu Ritem Duha. Trikrat nastopal za svetega očeta Benedikta XVI. v spremljevalnem programu (Koeln, Altoetting, Dunaj). V občini Grosuplje deloval tudi kot predsednik LAS (Lokalna skupina za preprečevanje uporabe in zlorabe dovoljenih in prepovedanih drog) in kot predstavnik občine v svetu zavoda Glasbene šole Grosuplje; v Pihalni orkester Glasbene šole Grosuplje pripeljal dirigenta Boštjana Dimnika, pod čigar vodstvom je orkester osvojil 2. mesto v B kategoriji na Svetovnem prvenstvu pihalnih godb v Švici (2004). V župniji Grosuplje deloval cca. 10 let kot korepetitor otroškega pevskega zbora, dvakratni član župnijskega pastoralnega sveta, vodja birmanskih skupin, soorganizator oratorijev, miklavževanj, koledovanj. Leta 2002 prejel Srebrni priznanji občine Grosuplje za delo v Mladinskem informacijskem svetovalnem središču (predsednik) in Študentskem klubu GROŠ (ustanovitelj). Častni član kluba.